# APLNR
APLNR (англ. Apelin receptor) – білок, який кодується однойменним геном, розташованим у людей на короткому плечі 11-ї хромосоми. Довжина поліпептидного ланцюга білка становить 380 амінокислот, а молекулярна маса — 42 660.
| 10         |  | 20         |  | 30         |  | 40         |  | 50         |
| ---------- |  | ---------- |  | ---------- |  | ---------- |  | ---------- |
| MEEGGDFDNY |  | YGADNQSECE |  | YTDWKSSGAL |  | IPAIYMLVFL |  | LGTTGNGLVL |
| WTVFRSSREK |  | RRSADIFIAS |  | LAVADLTFVV |  | TLPLWATYTY |  | RDYDWPFGTF |
| FCKLSSYLIF |  | VNMYASVFCL |  | TGLSFDRYLA |  | IVRPVANARL |  | RLRVSGAVAT |
| AVLWVLAALL |  | AMPVMVLRTT |  | GDLENTTKVQ |  | CYMDYSMVAT |  | VSSEWAWEVG |
| LGVSSTTVGF |  | VVPFTIMLTC |  | YFFIAQTIAG |  | HFRKERIEGL |  | RKRRRLLSII |
| VVLVVTFALC |  | WMPYHLVKTL |  | YMLGSLLHWP |  | CDFDLFLMNI |  | FPYCTCISYV |
| NSCLNPFLYA |  | FFDPRFRQAC |  | TSMLCCGQSR |  | CAGTSHSSSG |  | EKSASYSSGH |
| SQGPGPNMGK |  | GGEQMHEKSI |  | PYSQETLVVD |  |            |  |            |

A: Аланін

C: Цистеїн

D: Аспарагінова кислота

E: Глутамінова кислота

F: Фенілаланін

G: Гліцин

H: Гістидин

I: Ізолейцин

K: Лізин

L: Лейцин

M: Метіонін

N: Аспарагін

P: Пролін

Q: Глутамін

R: Аргінін

S: Серин

T: Треонін

V: Валін

W: Триптофан

Кодований геном білок за функціями належить до рецепторів, g-білокспряжених рецепторів, білків внутрішньоклітинного сигналінгу, білків розвитку. 
Задіяний у такому біологічному процесі, як гаструляція. 
Локалізований у клітинній мембрані, мембрані.